# Копиці (Західнопоморське воєводство)
Копиці (пол. Kopice, нім. Köplitz) — село в Польщі, у гміні Степниця Голеньовського повіту Західнопоморського воєводства.
Населення — 145 осіб (2011).

## Демографія
Демографічна структура станом на 31 березня 2011 року:
|          | Загалом | Допрацездатний вік | Працездатний вік | Постпрацездатний вік |
| -------- | ------- | ------------------ | ---------------- | -------------------- |
| Чоловіки | 80      | 15                 | 59               | 6                    |
| Жінки    | 65      | 12                 | 40               | 13                   |
| Разом    | 145     | 27                 | 99               | 19                   |